# Emberá
Los emberá, êbêra o ẽpẽrá, también llamados chocó, son un pueblo amerindio que habita en algunas zonas de la región del Pacífico y zonas adyacentes de Colombia, el este de Panamá y el noroeste de Ecuador. Son unas 350.000 personas (2020).

## Ubicación originales, migraciones y asentamientos actuales
A la llegada de los españoles los embera se encontraban en Colombia en las áreas aledañas a los cursos alto y medio de los ríos Atrato y San Juan en lo que es hoy el suroriente del departamento del choco, la porción que colinda con el río Atrato en el centro occidente del departamento de Antioquia, y el occidente del departamento de Risaralda. Los españoles los denominaron como indios "chocó" o "chocoes" y a esta área como la región o "Provincia del Chocó", creada por la administración española en 1739. Los españoles también reconocían como chocoes a los indígenas wounaán, denominados en la Colonia como nonama o noanamá, habitantes de la región del bajo río San Juan en el sur del actual departamento del Chocó, muy similares a los embera, pero quienes, aunque lingüísticamente emparentados con la lengua embera, hablan un idioma ininteligible con respecto a las diferentes variantes dialectales embera.
Los documentos españoles de la época reconocían subgrupos chocó o provincias menores de estos indígenas. A los indígenas asentados en las tierras bajas en el alto y medio Atrato entre los actuales municipios de Lloró, Quibdó, Río Quito y Beté en el departamento del Chocó y en el municipio de Vigía del Fuerte en el departamento de Antioquia, los españoles los conocían como citará o citarabiraes, lo cual también dio nombre a la Provincia de Citará, reconocida como entidad política administrativa en algunos períodos de la era colonial. A los indígenas que habitaban en la zona de las estribaciones cordilleranas comprendida por los actuales municipios de Tadó (área del medio alto San Juan) y Bagadó (área del alto río Andágueda) en el suroriente del departamento del Chocó, y en lo que hoy son los municipios de Pueblo Rico y Mistrató (área del alto San Juan) en el occidente del departamento de Risaralda, los españoles los reconocían como los indígenas tatamá o sima ("que son también chocoes"). A estos embera, y el área que habitaban originalmente, se les ha conocido también como chamí, por el nombre del río Chamí, y el desaparecido poblado de San Juan del Chamí, fundado a finales del siglo XVI, ubicado en el alto río San Juan, en jurisdicción del actual municipio de Mistrató, Risaralda, el cual operó como sede de encomiendas y centro administrativo en algunas épocas de la Colonia. En otra zona, hacia el sur occidente de la anterior, en la banda occidental del medio río San Juan, entre las bocas de los ríos Sipí-Cajón y Tamaná, en terrenos de los actuales municipios de Istmina y Andagoya, departamento del Chocó, se encontraba otro grupo de indígenas chocó, a quienes los españoles mencionaban como cirambirá o poya.
En la actualidad, y luego de los procesos sociales durante las épocas colonial y republicana, algunos de los descendientes de los grupos chocó que encontraron los españoles, se ubican en sus áreas de origen y otros están en áreas a las que migraron en las postrimerías de la Colonia o durante la República. Una parte de los descendientes de los citará migró y colonizó los afluentes occidentales del Atrato, ríos Bojayá, Domingodó, Truandó y Salaquí. Desde las cabeceras de estos ríos se desplazaron a ríos del norte de la costa chocoana, a la provincia de Darién en Panamá y hacia el occidente al curso alto del río Baudó. Otra parte de los citaraes ha permanecido en sus lugares originales en los afluentes del alto y medio Atrato, ríos Quito, Buey, Beté, Tagachí, Bebará, Baberamá y Arquía. Otra parte de los citará, de aquellos ubicados en el nororiente, descendientes de quienes habitaban estos tres últimos ríos, Bebará, Baberamá y Arquía, se desplazaron desde finales del siglo XVIII hacia el oriente y al nororiente por el camino que habían usado los españoles desde Santa Fe de Antioquia hacia el Atrato, y colonizaron de forma dispersa extensos territorios del noroccidente antioqueño en los actuales municipios de Frontino, Urrao, Dabeiba, Mutatá e Ituango, desde allí cruzaron hacia el norte el nudo de Paramillo y algunos grupos se establecieron en el sur del departamento de Córdoba en los altos trayectos de afluentes del río Sinú y en el río San Jorge, tributario del río Cauca. 
Entre los tatamá o sima, aquellos que se asentaban en el alto río Andágueda permanecieron en su mayoría en esta área, ubicada en oriente del actual municipio de Bagadó; en cambio los grupos que estaban en la vecina área, circundante al curso más alto del San Juan, actuales municipios de Pueblo Rico y Mistrató en el occidente del departamento de Risaralda, sufrieron un intenso impacto por parte de los colonos antioqueños, desde la segunda mitad del siglo XIX, durante la llamada colonización antioqueña, donde se produjo el desplazamiento de muchos indígenas que aún permanecían en esta área, otros numerosos grupos emprendieron migraciones hacia otras áreas, y hoy se asientan hacia el sur occidente, en los ríos Garrapatas y Sanquininí, en el municipio El Dovio, departamento del Valle del Cauca, y en pequeños grupos en diferentes municipios del sur occidente antioqueño, y de los departamentos de Caldas, Risaralda y Quindío. Hay también grupos reducidos de estos emberas emigrados desde la zona del Chamí en los departamentos de Caquetá y Putumayo, y en sitios tan alejados como en los departamentos de Boyacá, Meta, Santander e incluso en el sur de Bolívar.
En cambio los embera que a la llegada de los españoles estaban en el curso medio del San Juan, referidos como cirambirá o poya por los españoles, desde mediados del siglo XVIII ya no se encontraban en esa área, y desaparecieron de las referencias documentales. No obstante, en épocas posteriores aparecen grupos embera en dos áreas en las que los documentos españoles del siglo XVI y XVII reportaban la presencia de otros grupos indígenas posteriormente desaparecidos. La primera de esas áreas son las del medio río Baudó, principalmente en los cursos de sus afluentes occidentales Catrú y Dubasa, y en los cauces que en latitudes cercanas fluyen del otro lado de la serranía del Baudó hacia el Pacífico: ríos Nuquí, Panguí, Pavasa, Purricha, Pilizá, Sivirú, bajo Docampadó... La otra área en donde aparecen emberas en áreas previamente no reportadas es al sur de las bocas del río San Juan. Según su propia configuración dialectal se autodenominan eperara siapidara y se encuentran en varios pequeños asentamientos ríos de los departamentos del Valle: bajo río Calima, bajo río Dagua, y bajo río Naya; departamento del Cauca: quebrada la Iguana afluente del río Micay, en algunos afluentes del río Timbiquí, río Saija y sus afluentes Guanguï e Infí; y en departamento de Nariño en los ríos Iscuandé, la Tola, El Charco, Satinga y Sanquianga Existen también unos cientos de eperara originarios de Colombia en la parroquia de Borbón, provincia de Esmeraldas, en la República del Ecuador. La hipótesis más plausible es entonces que los cirambirá abandonaron en el siglo XVIII su asentamiento sobre el medio San Juan y una parte se estableció en el medio río Baudó y otra parte en pequeños grupos en ríos al sur del río San Juan.

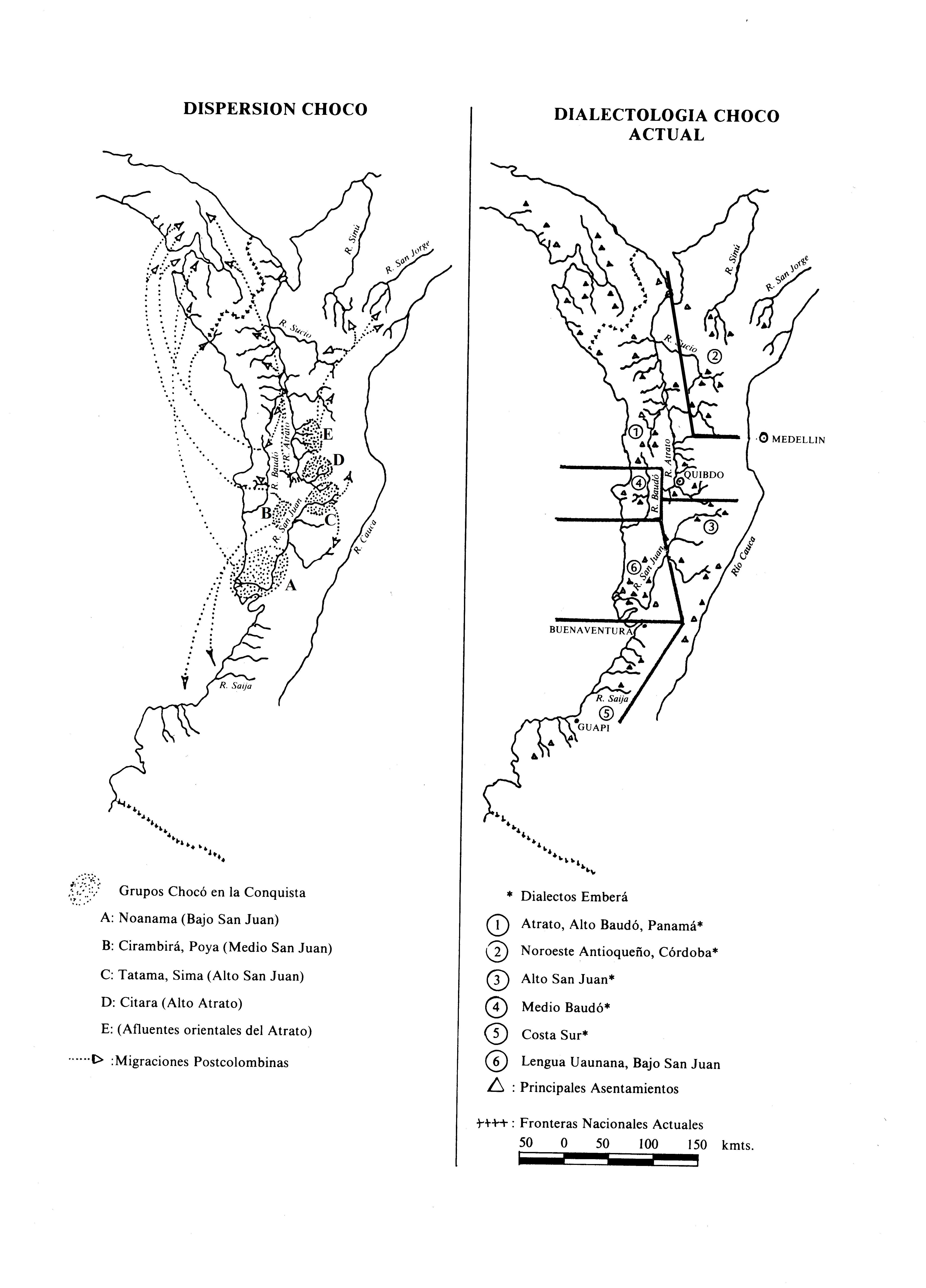
Mapas de la dispersión postcolombina y de las divisiones dialectales de indígenas embera

Los documentos coloniales atestiguaron la presencia hasta el siglo XVII de indígenas llamados catíos en extensas zonas del norocidente antioqueño y quienes desaparecieron víctimas de la conquista y a causa del mestizaje. Como consecuencia, desde comienzos del siglo XX los misioneros católicos de Urabá y del noroccidente antioqueño, llamaron catío a los embera que se habían establecido en la región de Urabá, en el noroccidente antioqueño y en el área del alto Sinú. También llamaron catíos a los embera del alto Andágueda, habitantes de áreas montañosas en el suroriente del Chocó, actual municipio de Bagadó.
Es así como en la actualidad, se conocen como Emberá Katío a los que habitan en el alto Sinú, el alto río San Jorge (departamento de Córdoba), en el noroccidente antioqueño y en Urabá, y en el alto Andágueda departamento del Chocó. Se llama  Emberá Chamí a los provenientes de la zona chamí, en el occidente de Risaralda y que viven en las cordilleras occidental y central de los Andes colombianos, departamentos de Antioquia, Caldas, Risaralda, Quindío y Valle; Chocoes o simplemente Emberá a los que habitan las cuencas del río Atrato, el río Baudó y del bajo San Juan, municipios de Istmina, Alto Baudó y Pizarro; el río Curiche, municipio de Juradó en el Chocó (Colombia); y en la Comarca Emberá-Wounaan en el Darién y en Emberá Drua en el distrito de Panamá (Panamá); y como Eperãra Siapidaarã o epená, a los de la costa Pacífica de los departamentos de Valle, Cauca y Nariño, en Colombia.
En Panamá se les acostumbra llamar emberá (con tilde). Hay quienes creen que la palabra Emberá significa literalmente: "La gente del maíz".
Actualmente se encuentra establecido un asentamiento importante en la cuenca del Canal de Panamá, conocido como comunidad embera de Chagres, muy cerca de la Ciudad de Panamá. 
A los eperãra siapidaarã, en Ecuador se les llaman épera y habitan en la provincia de Esmeraldas, concretamente en el cantón Eloy Alfaro, parroquia Borbón y las cuencas de los ríos Cayapas y Santiago.  En esta zona forman una población de unos 546 individuos. Cuentan con una emisora radial, Siapidaarade con cobertura en los 3 cantones al noroeste de Esmeraldas.

## Forma de vida

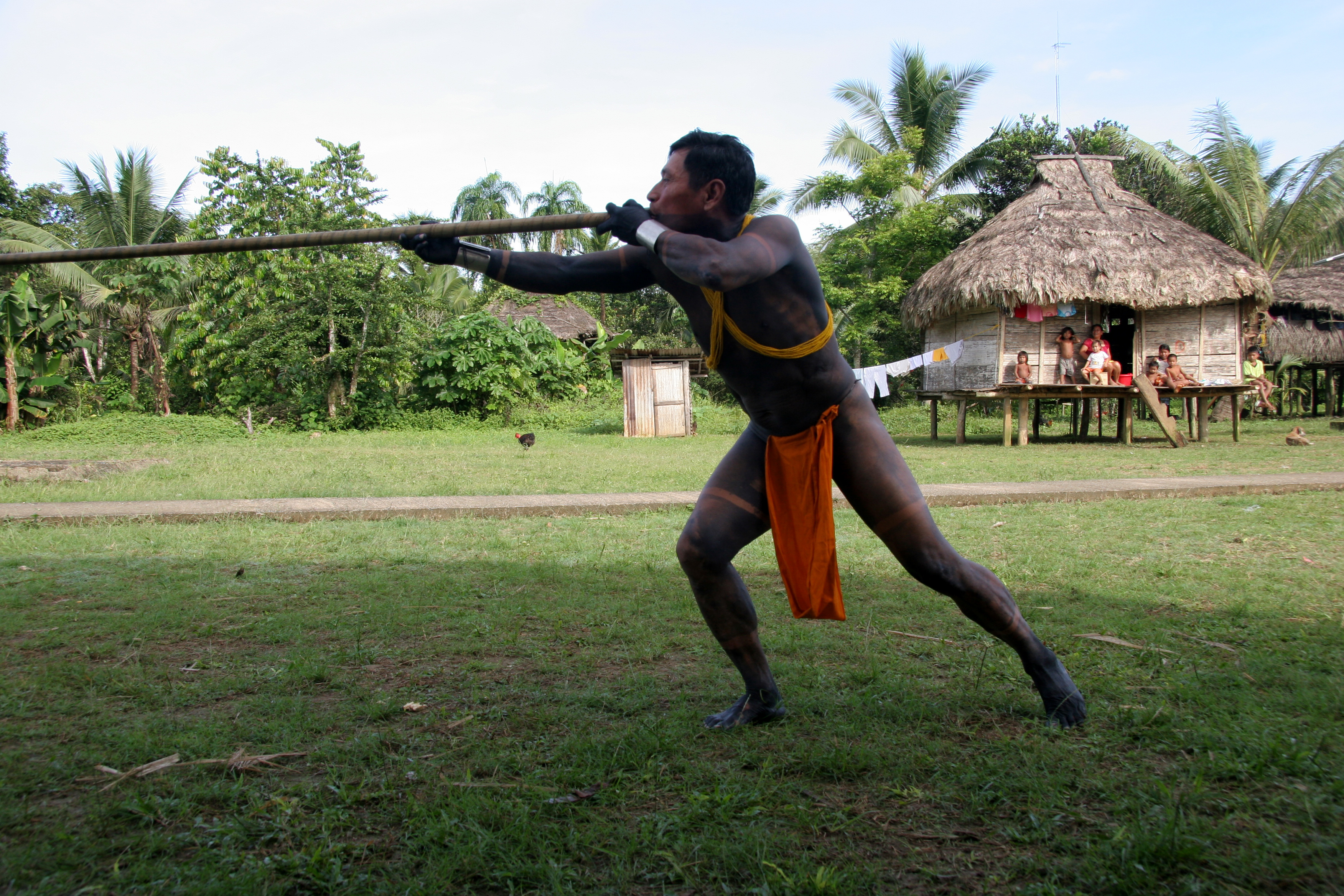
Emberá con tatuaje de jagua. Demostración del uso de una U’gu (pucuna) en Darién (Panamá).

Un patrón de poblamiento disperso y expansivo por grupos de parientes tanto por línea paterna como materna. Con el aumento de población, por limitación de los recursos, por deseo de cambiar o conocer o por alianzas matrimoniales o por divergencias, un grupo de parientes se desprende de un asentamiento y se localiza en otro río o en otro lugar del mismo río o en otra montaña, reproduciendo la misma organización social originaria.
Sus actividades principales son la horticultura itinerante de tumba y pudre (no hay quema sino que se deja descomponer lo tumbado para luego sembrar), y la pesca. Practican también la caza y la recolección.
Los emberá se clasifican a sí mismos según sus condiciones de vida, como Dóbida, habitante de las riberas de los ríos; Pusábida, habitante de las costas marítimas (del Pacífico); y en el Chamí (la cordillera), Oíbida de los bosques andinos y Eyábida de las zonas deforestadas.

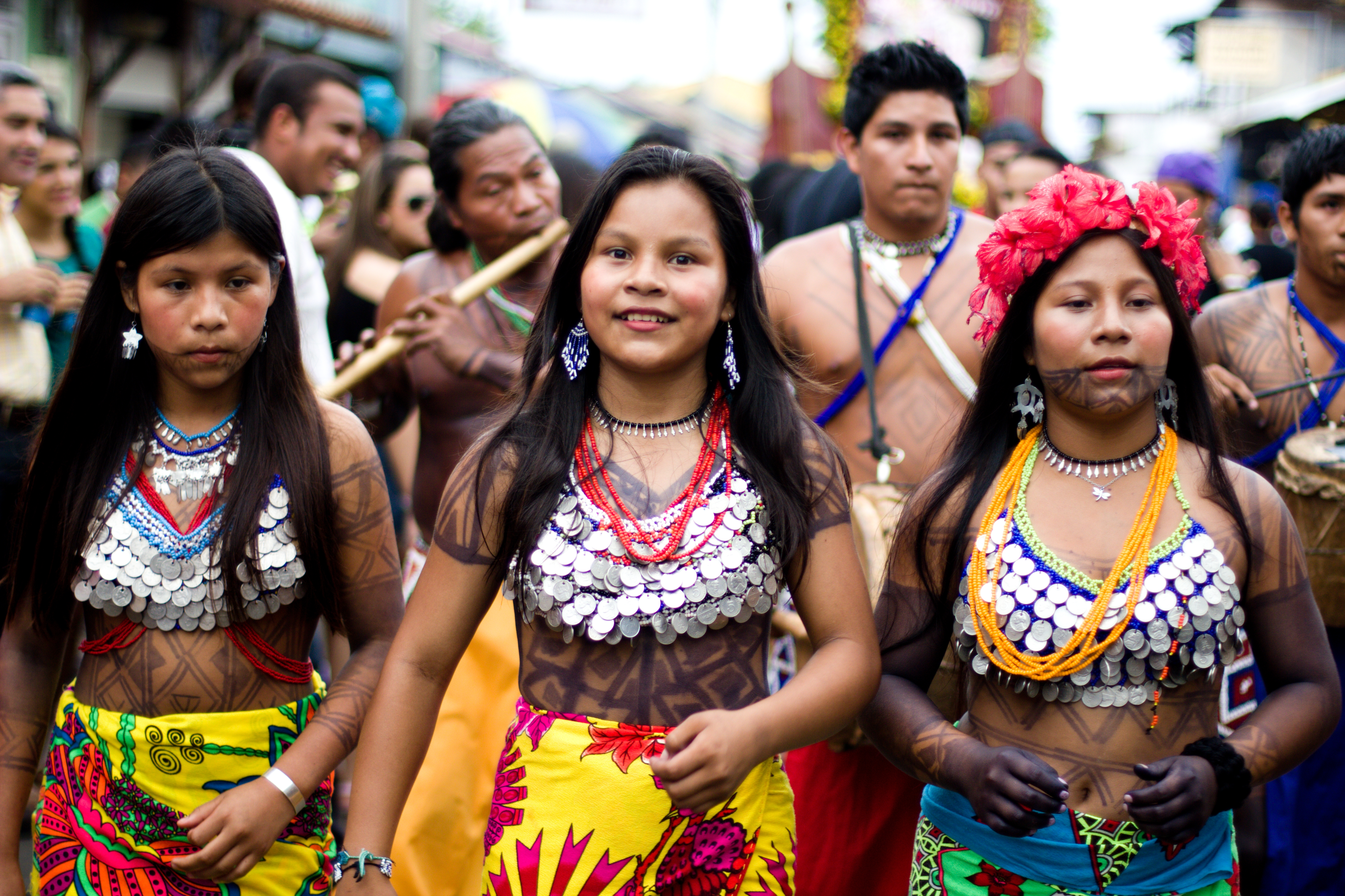
Mujeres emberá en desfile Fiesta de Fiestas, Chitré 2012

### Jaibanismo

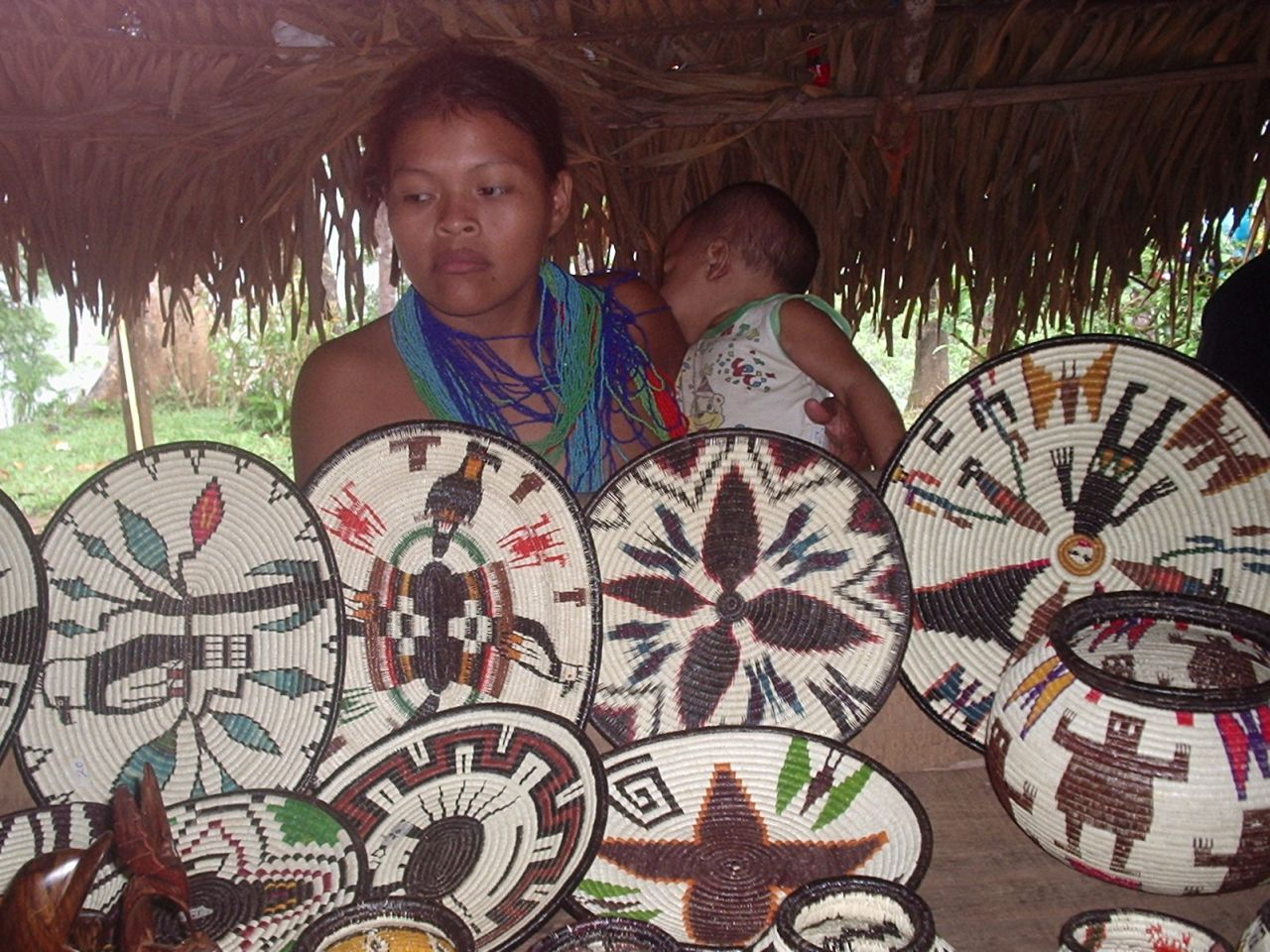
Mujeres emberá de Panamá vendiendo canastas y platos tejidos a mano.

Un aspecto importante de la vida de los Embera es su relación con los espíritus jai por medio de sus jaibanás, chamanes no hereditarios que aprenden de sus maestros ya experimentados, sobre el poder mágico espiritual, desde el cual se regula la vida, la salud, la subsistencia y la naturaleza.
Conciben tres formas de jai: los del agua, Dojura, junto con las Wandra, madres de los animales y plantas que moran en las cabeceras de los ríos; los Antumiá de la selva profunda; y los de los animales selváticos que son transformaciones de almas de los humanos muertos.
Los tratos de los jaibaná con los jai garantizan las actividades fundamentales de la sociedad y la continuidad de los ciclos naturales, estableciendo a la vez la territorialidad de las comunidades. Estos tratos tienen un carácter cosmológico en la medida que la comunicación y convenios con los jai regulan los intercambios entre los diferentes niveles superpuestos del universo.
Dachizeze, padre del mundo más alto, engendró a Tutruicá en el mundo más abajo y a Caragabí en este mundo. Se cuenta que Caragabí pudo hacer a los humanos sólo al pedir prestado el barro a Tutruicá y luego hizo moverse a los humanos porque supo quitarle la pesadez de la tierra. El maíz y el Pixbae o chontaduro fueron traídos de un nivel más alto. Sin el intercambio de materiales y saberes entre mundos, la de la sociedad y la naturaleza no podría continuar. Caragabí logró derribar el árbol Jenené y en su raíz brotó el mar y sus ramas son los ríos y sobre los ríos está una gran serpiente, Jepá, con la que se puede acceder a transportarse entre niveles del mundo, lo cual también ocurre en las cabeceras de los ríos, donde transitan los seres del mundo de abajo y arriba. Los animales cazados que tienen sus madres en las cabeceras de los ríos son gente de abajo visibilizada como animales y las almas de los humanos muertos pueden ser comida de la gente de abajo, como cuando una serpiente pica un humano, se considera que la gente de abajo lo ha cazado.
Los jaibaná continúan la labor de Caragabí y otros héroes de los relatos, al ser instrumentos de trato con los niveles del cosmos y propiciar la continuidad de los intercambios que caracterizan la vida, que es naturaleza y sociedad a la vez.

## Lengua
El embera posee numerosas variantes geográficas, todas ellas junto con el idioma de los Wounaan, pertenecen a la familia lingüística chocó. El embera es una lengua aglutinante y ergativa que privilegia la visión del objeto (o paciente) del verbo. Las variantes del embera se dividen entre emberá sureño (chamí, baudó, eperã), emberá norteño (katío, darién) y el emberá kawaiguia (Eposí y Marivina)

## En numismática
En 1992, con motivo de los 500 años del descubrimiento de América, el Banco de la República de Colombia emitió una edición conmemorativa del billete de 10 000 pesos en el que la efigie del anverso era una mujer embera. El billete fue recogido en 1994.